# 克拉维尔-莫特维尔
克拉维尔-莫特维尔（法語：Claville-Motteville，法語發音：[klavil mɔtvil]）是法国滨海塞纳省的一个市镇，属于鲁昂区。

## 地理
克拉维尔-莫特维尔（49°35'58"N, 1°11'24"E）面积9.26 平方千米，位于法国诺曼底大区滨海塞纳省，该省份为法国北部沿海省份，其西部及北部濒大西洋英吉利海峡，东起顺时针与索姆省、瓦兹省、厄尔省和卡爾瓦多斯省接壤。
与克拉维尔-莫特维尔接壤的市镇（或旧市镇、城区）包括：欧蒂约-拉蒂耶维尔、博斯克勒阿尔、方丹堡、圣安德烈叙卡伊、圣乔治叙方丹、圣日耳曼苏卡伊。

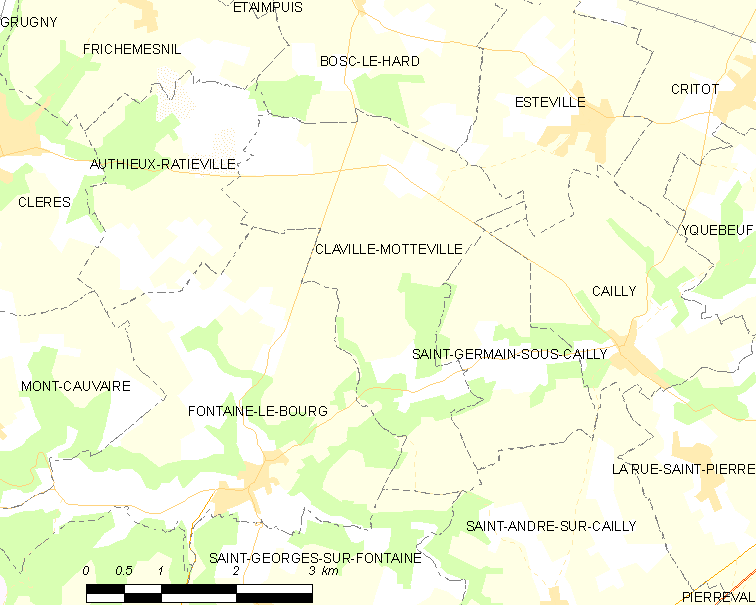
克拉维尔-莫特维尔的OSM定位图

克拉维尔-莫特维尔的时区为UTC+01:00、UTC+02:00（夏令时）。

## 行政
克拉维尔-莫特维尔的邮政编码为76690，INSEE市镇编码为76177。

## 政治
克拉维尔-莫特维尔所属的省级选区为布瓦纪尧姆县。

## 人口

1962-2008年间克拉维尔-莫特维尔人口变化图示

克拉维尔-莫特维尔于2022年1月1日时的人口数量为259人。